# 木村俊秀
木村 俊秀（きむら としひで）は、日本の生理学者（薬理学・分子糖尿病学・生化学・分子生物学・細胞生物学）。静岡県立大学薬学部准教授、大学院薬学研究院准教授。
大分大学医学部准教授などを歴任した。

## 来歴

### 生い立ち
京都工芸繊維大学に進学し、繊維学部の高分子学科にて学んだ。1999年（平成11年）3月に京都工芸繊維大学を卒業後、奈良先端科学技術大学院大学に進学しバイオサイエンス研究科にて学んだ。2001年（平成13年）3月、奈良先端科学技術大学院大学の博士前期課程を修了した。その後、名古屋大学の大学院に進学し、医学系研究科にて学んだ。在学中に「Tubulin and CRMP-2 complex is transported via Kinesin-1」と題した博士論文を執筆した。2005年（平成17年）3月、名古屋大学大学院医学系研究科博士後期課程を修了し、博士（医学）の学位を取得した。

### 研究者として
大学院修了後は、大分大学に採用され、2005年（平成17年）4月より医学部の助手を務めた。2007年（平成19年）4月、大分大学の医学部にて助教に転じた。2010年（平成12年）12月、大分大学の医学部にて准教授に昇任した。医学部においては、主として医学科の講義を担当し、薬理学教室を受け持った。
2019年（平成31年）4月、静岡県立大学に転じ、薬学部の准教授に就任した。薬学部においては、主として薬学科の講義を担当し、薬理学分野を受け持った。また、静岡県立大学の大学院においては、薬学研究院の准教授も兼務した。静岡県立大学の大学院には研究院・学府制が導入されており、薬食生命科学総合学府の講義を担当し、薬理学教室を受け持った。

## 研究
専門は生理学、生物学、薬学であり、特に薬理学、分子糖尿病学、生化学、分子生物学、細胞生物学といった分野の研究に従事している。具体的には、インスリンの分泌の制御機構の解明に取り組んでいた。また、グアノシン二リン酸型グアニンヌクレオチド結合蛋白質のシグナルの解析に取り組んでいた。そのほかにも、膵臓のβ細胞におけるメンブレントラフィックの制御機構の解明に取り組んだ。
これまでの業績が評価され、いくつかの賞が授与されている。2008年（平成20年）には日本薬理学会より年会優秀発表賞を授与された。2010年（平成22年）には日本糖尿病学会の九州支部賞を授与された。2014年（平成26年）には大分大学医学部より中塚医学賞を授与された。

## 略歴
- 1999年 - 京都工芸繊維大学繊維学部卒業[1]。
- 2001年 - 奈良先端科学技術大学院大学バイオサイエンス研究科博士前期課程修了[1]。
- 2005年 - 名古屋大学大学院医学系研究科博士後期課程修了[1]。
- 2005年 - 大分大学医学部助手[1]。
- 2007年 - 大分大学医学部助教[1]。
- 2010年 - 大分大学医学部准教授[1]。
- 2019年 - 静岡県立大学薬学部准教授[1]。
- 2019年 - 静岡県立大学大学院薬学研究院准教授。

## 賞歴
- 2008年 - 日本薬理学会年会優秀発表賞[1]。
- 2010年 - 日本糖尿病学会九州支部賞[1]。
- 2014年 - 中塚医学賞[1]。

## 関連人物
- 石川智久 (薬学者)
- 金子雪子